# Козій Врх (Чабар)
45°37′ пн. ш. 14°35′ сх. д. / 45.61° пн. ш. 14.58° сх. д.
Козій Врх (хорв. Kozji Vrh) — населений пункт у Хорватії, у Приморсько-Горанській жупанії у складі міста Чабар.

## Населення
Населення за даними перепису 2011 року становило 60 осіб.
Динаміка чисельності населення поселення:

## Клімат
Середня річна температура становить 6,31 °C, середня максимальна – 18,73 °C, а середня мінімальна – -6,64 °C. Середня річна кількість опадів – 1619 мм.
| Клімат поселення                              | Клімат поселення | Клімат поселення | Клімат поселення | Клімат поселення | Клімат поселення | Клімат поселення | Клімат поселення | Клімат поселення | Клімат поселення | Клімат поселення | Клімат поселення | Клімат поселення | Клімат поселення |
| Показник                                      | Січ.             | Лют.             | Бер.             | Квіт.            | Трав.            | Черв.            | Лип.             | Серп.            | Вер.             | Жовт.            | Лист.            | Груд.            |                  |
| Середній максимум, °C                         | 2,84             | 3,09             | 5,36             | 9,37             | 13,86            | 17,77            | 18,56            | 18,73            | 15,04            | 10,78            | 5,68             | 2,24             |                  |
| Середня температура, °C                       | −1,89            | −1,64            | 0,63             | 4,65             | 9,14             | 13,04            | 15,36            | 15,52            | 11,84            | 7,57             | 2,47             | −0,96            |                  |
| Середній мінімум, °C                          | −6,64            | −6,38            | −4,11            | −0,1             | 4,42             | 8,32             | 12,16            | 12,33            | 8,64             | 4,37             | −0,71            | −4,15            |                  |
| Норма опадів, мм                              | 102              | 98               | 121              | 141              | 129              | 155              | 115              | 129              | 143              | 167              | 180              | 139              |                  |
| Середньомісячна швидкість вітру, м/с          | 2.82             | 3.02             | 3.14             | 2.94             | 2.75             | 2.61             | 2.40             | 2.46             | 2.50             | 2.76             | 2.96             | 2.97             |                  |
| Середньомісячна сонячна радіація, кДж/м²·день | 4387             | 7253             | 10393            | 14505            | 18363            | 19649            | 20874            | 17587            | 13215            | 8855             | 4774             | 3700             |                  |
| --------------------------------------------- | ---------------- | ---------------- | ---------------- | ---------------- | ---------------- | ---------------- | ---------------- | ---------------- | ---------------- | ---------------- | ---------------- | ---------------- | ---------------- |
| Джерело:                                      |                  |                  |                  |                  |                  |                  |                  |                  |                  |                  |                  |                  |                  |